# Fuchs Albert
Fuchs Albert (Lőcse, 1808. április 8. – Pozsony, 1894. március 27.) természettudományi író. 

## Életpályája
Kőfaragónak tanult. Tanulmányait a lőcsei evangélikus líceumban kezdte, majd a pozsonyi líceumban teológiát tanult. 1829–1832 között Triesztben nevelőként dolgozott: tudományos kutatói tevékenysége innen indult; a tenger élővilágát tanulmányozta. Ezután folytatta tanulmányait: Johann Joseph Littrowtól asztronómiai ismereteket szerzett, a matematikát Carl Friedrich Gauss göttingeni csillagdaigazgatótól, egyetemi tanártól sajátította el, majd Jénában fejezte be diákéveit. 1832-ben Magyarországon, a Felvidéken volt. 1832–1838 között a selmecbányai evangélikus gimnázium és líceum professzoraként filozófiát és teológiát tanított. 1838–1846 között Eperjesen fizikát és matematikát tanított. 1846–1876 között a Pozsonyi Evangélikus Líceum matematika- és természettan professzora volt. 1876-ban nyugdíjba ment, és Pozsonyban élt.

### Munkássága
Előadásait magyar és német nyelven tartotta. Természettan elemei (1845) című munkája a legelső magyar nyelvű tankönyvek egyike. Tanulmányai a Magyarhoni Természetbarátban, a pozsonyi Verhandlungen für Naturkunde és Fresenius Zeitschrift für Analitische Chemie-jében jelentek meg.

## Családja
Édesapja, Fuchs János Sámuel (1770–1818) lelkész volt. Fia, Fuchs Tivadar (1842–1925) geológus és Fuchs Károly Henrik (1851–1916) matematikus, fizikus volt. Testvére, Fuchs Frigyes (1799–1874) mérnök és Fuchs Vilmos (1802–1853) vegyész volt.

## Művei
- Természettan elemei (Kassa, 1845; Pest, 1854)
- Ázsiának földrajza (Pozsony, 1853)
- Populäre naturwissenschaftliche Vorträge (Pozsony, 1858)